# TUFM
TUFM‏ (Tu translation elongation factor, mitochondrial) هوَ بروتين يُشَفر بواسطة جين TUFM في الإنسان.